# Взращённый другим
«Взращённый другим» (англ. Raised by Another) — десятая серия первого сезона американского телесериала «Остаться в живых». Её центральный персонаж — Клэр Литтлтон — вспоминает подробности своей беременности. Интересно, что сначала создатели сериала не планировали, что у Клэр будет своя серия, и сначала она даже не была в списке постоянных актёров.

## Сюжет

### Воспоминания
Тест на беременность, который сделала Клэр незадолго до авиакатастрофы, подтвердил, что она в положении. Её бойфренд Томас воспринял эту новость с энтузиазмом и признался ей в любви. Спустя некоторое время Клэр посетила медиума, Ричарда Малкина. В середине сеанса он увидел в её будущем нечто страшное, вернул Клэр деньги и без объяснений выпроводил её. Далее, готовясь к появлению ребёнка на свет, Клэр обустраивала свою квартиру. Когда она вешала новые шторы, пришёл Томас в дурном настроении и объявил, что не готов стать отцом. После ссоры, во время которой он обвинил подругу, что она нарочно забеременела, Томас ушёл.
Клэр снова отправилась к медиуму, чтобы узнать, что же так испугало его во время первого сеанса. Он согласился принять девушку и, заглянув в её будущее, настойчиво посоветовал вырастить малыша самой, так как ему угрожает опасность. На это Клэр ответила, что решила отдать ребёнка на усыновление. Малкин продолжал убеждать её не отдавать ребёнка другим, и Клэр, испугавшись, убежала.
Малкин начал звонить ей ночами, по-прежнему настаивая на своём. Но Клэр уже приняла решение и не собиралась отступать. Она выбрала ребёнку приёмных родителей, Арлин и Джозефа Стюартов. Согласно договору Клэр должны были заплатить после родов, и с этого момента она лишалась всяких прав на ребёнка. На встрече, где ей предстояло подписать документы, у Клэр сломалась ручка. Адвокат дал ей свою, но и она не писала. Когда Клэр получила третью ручку, она неожиданно передумала отдавать малыша Стюартам. Затем Клэр вновь пришла на приём к Малкину, и тот изложил ей свой план. Клэр должна была поехать в Лос-Анджелес, где «хорошие люди» позаботятся о её ребёнке. Медиум дал Клэр билеты на рейс 815 авиакомпании Oceanic Airlines и сказал, что она должна улететь обязательно этим самолётом, и никаким другим.

### События
Ночью Клэр разбудил крик ребёнка. Поднявшись, она удивилась отсутствию её беременного живота и побежала на крики в лес. Там она наткнулась на сидящего за столом Локка. Один его глаз был чёрный, а другой — белый, как фишки в нардах, в которые он играл. Затем она нашла в зарослях колыбель с музыкальной подвеской в виде самолётиков. Клэр начала ворошить одеяла в поисках ребёнка, но, подняв руки, увидела, что они все в крови. Закричав от страха, она проснулась. Её ладони были в крови, и утешавший её Чарли спросил, что произошло. Наутро Джек расценил её видение как кошмар и объяснил, откуда взялась кровь — по его мнению, во сне Клэр так сильно сжала кулаки, что поцарапала ногтями ладони. Клэр продолжала настаивать на том, что то был не сон, но Джек не поверил ей.
Следующей ночью кто-то, зажав Клэр рот, сделал ей укол в живот. Она опять в крике проснулась. Джек и Майкл пытались урезонить её, но Клэр, впавшая в истерику, кричала, что это был не сон, и кто-то хочет причинить вред ей и ребёнку. Происшествие произвело на Хёрли настолько большое впечатление, что он решил сделать перепись всех спасшихся — и в пещерах, и на берегу. Чарли успокоил Клэр, сказав, что просидит у её постели всю ночь.
На следующий день Хёрли спросил Локка, что привело его в Австралию. Локк ответил, что приехал «что-то найти». Далее Джек изложил свои соображения по поводу состояния Клэр, сказав Чарли и Кейт, что её кошмары обусловлены стрессом и беременностью. Чарли, тем не менее, отказался поверить в то, что Клэр лжёт. Тем временем Хёрли продолжал опрашивать спасшихся, записывая их имена. Итан Ром, которого Хёрли застал в лесу, тоже ответил на вопросы, сказав, что родом из Онтарио. В пещере Джек предложил Клэр принять успокоительное. Поняв, что он не верит ей, она собрала вещи и направилась на пляж. Чарли догнал Клэр, решив на всякий случай проводить её, хотя она и просила оставить её в покое.
На берегу Хёрли записал данные Шеннон, которая собиралась перебираться в пещеры. На вопрос, зачем он решил провести перепись, Хёрли поведал о кошмарах Клэр, и Шеннон, бросив сумки, передумала переезжать с пляжа. Бун рассказал Хёрли о том, что существует список пассажиров, из которых вычеркнули всех погибших, и что его присвоил Сойер. Хёрли удалось забрать у мошенника список.
Пока Чарли и Клэр шли к пляжу, девушка рассказала о своём визите к медиуму. Она считала, что он увидел авиакатастрофу в её будущем, и потому так настаивал, чтобы она полетела рейсом 815. Далее у неё начались схватки, и Чарли попросил Итана, который вышел к ним из леса, привести Джека. Но когда Итан вернулся немного позднее, Джека он не привёл. Между тем в лагерь вернулся Саид. Прежде чем потерять сознание, он успел сказать, что нашёл француженку, и она предупредила его, что они не одни на острове. Хёрли тоже принёс тревожные новости: списки пассажиров не совпали, оказалось, что в лагере есть один человек, которого не было в самолёте.

## Роли второго плана
- Уильям Мэйпотер — Итан Ром
- Ник Джеймсон — Ричард Малкин
- Кир О'Доннелл — Томас